# Орашу-Ноу-Вій
Орашу-Ноу-Вій (рум. Orașu Nou-Vii) — село у повіті Сату-Маре в Румунії. Входить до складу комуни Орашу-Ноу.
Село розташоване на відстані 433 км на північний захід від Бухареста, 28 км на схід від Сату-Маре, 117 км на північ від Клуж-Напоки.

## Населення
За даними перепису населення 2002 року у селі проживали 450 осіб.
Національний склад населення села:
| Національність | Кількість осіб | Відсоток |
| -------------- | -------------- | -------- |
| румуни         | 409            | 90,9%    |
| угорці         | 41             | 9,1%     |

Рідною мовою назвали:
| Мова      | Кількість осіб | Відсоток |
| --------- | -------------- | -------- |
| румунська | 411            | 91,3%    |
| угорська  | 39             | 8,7%     |